# Campeonato Mundial de Patinaje de Velocidad sobre Hielo de 1986
El LXXX Campeonato Mundial de Patinaje de Velocidad sobre Hielo se celebró en dos sedes: las competiciones masculinas en Inzell (RFA) del 15 al 16 de febrero y las femeninas en La Haya (Países Bajos) del 8 al 9 de febrero de 1986 bajo la organización de la Unión Internacional de Patinaje sobre Hielo (ISU), la Federación Alemana de Patinaje sobre Hielo y la Federación Neerlandesa de Patinaje sobre Hielo.

## Resultados

### Masculino
| Evento                | Oro                                        | Plata                                    | Bronce                             |
| --------------------- | ------------------------------------------ | ---------------------------------------- | ---------------------------------- |
| 500 m                 | Oleg Bozhiev URSS 37,99 s                  | Hein Vergeer · Países Bajos · 38,04 s    | Viktor Shasherin URSS 38,21 s      |
| 1500 m                | Oleg Bozhiev URSS 1:54,95                  | Hein Vergeer · Países Bajos · 1:55,36    | Viktor Shasherin URSS 1:55,77      |
| 5000 m                | Hein Vergeer · Países Bajos · 6:54,91      | Viktor Shasherin URSS 6:55,49            | Alexandr Mozin URSS 6:56,24        |
| 10000 m               | Geir Karlstad · Noruega · 14:12,14         | Gerard Kemkers · Países Bajos · 14:23,74 | Igor Malkov URSS 14:24,61          |
| Clasificación general | Hein Vergeer · Países Bajos · 161,936 pts. | Oleg Bozhiev URSS 162,077 pts.           | Viktor Shasherin URSS 162,727 pts. |

### Femenino
| Evento                | Oro                          | Plata                         | Bronce                                     |
| --------------------- | ---------------------------- | ----------------------------- | ------------------------------------------ |
| 500 m                 | Karin Kania RDA 41,13 s      | Seiko Hashimoto Japón 42,06 s | Bonnie Blair Estados Unidos 42,11 s        |
| 1500 m                | Karin Kania RDA 2:08,34      | Andrea Ehrig RDA 2:09,45      | Yvonne van Gennip · Países Bajos · 2:11,42 |
| 3000 m                | Karin Kania RDA 4:27,77      | Andrea Ehrig RDA 4:29,41      | Sabine Brehm RDA 4:34,86                   |
| 5000 m                | Andrea Ehrig RDA 7:42,89     | Sabine Brehm RDA 7:48,62      | Gabi Schönbrunn RDA 7:50,73                |
| Clasificación general | Karin Kania RDA 175,649 pts. | Andrea Ehrig RDA 176,810 pts. | Sabine Brehm RDA 179,732 pts.              |

## Medallero
- Solo se otorgan medallas en la clasificación general.

| Núm. | País         | Oro | Plata | Bronce | Total |
| ---- | ------------ | --- | ----- | ------ | ----- |
| 1    | RDA          | 1   | 1     | 1      | 3     |
| 2    | Países Bajos | 1   | 0     | 0      | 1     |
| 3    | URSS         | 0   | 1     | 1      | 2     |
|      | TOTAL        | 2   | 2     | 2      | 6     |